# Hilde Seipp

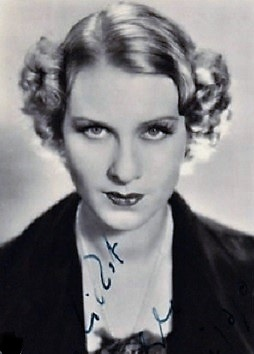
Fotografía tomada por Alexander Schmoll de la actriz y cantante Hilde Seip.

Hilde Seipp (Berlín, 28 de octubre de 1909-Bremen, 4 de noviembre de 1999) fue una actriz y cantante alemana, se hizo famosa con su canción "Schön war die Zeit" (Aquellos eran buenos tiempos)
Hija de Wilhelm Seipp y Alma Sohn, comenzó prestando su voz a Pola Negri en la película "Mazurka" y actuando en "Amphytrion".
Entre 1936 y 1944 actuó y cantó en varias películas, durante el período del Tercer Reich. En 1937 se casó con el actor, autor y director Jürgen Claus Eugen von Alten (1903-1994). Después de la Segunda Guerra Mundial su carrera fue muy limitada.

## Filmografía
- Die Sterne lügen nicht (1950)
- Es lebe die Liebe (1944)
- Johann (1943)
- Wer bist Du? (1938)
- Der Biberpelz (1937)
- Heimweh (1937)
- Togger (1937)
- Das Frauenparadies (1936)
- Guten Abend, gute Nacht (1936)
- Mazurka (1935) (voz de Pola Negri)